# Glavinitsa (huyện)
Glavinitsa là một huyện thuộc tỉnh Silistra, Bungaria. Dân số thời điểm năm 2001 là 13848 người.